# Aleja IX Wieków Kielc
Aleja IX Wieków Kielc – jedna z ulic w Kielcach. Aleja ma obecnie kategorię drogi gminnej (nr 301441T), natomiast w przeszłości był to fragment drogi wojewódzkiej nr 762. Jest jedną z głównych ulic o charakterze transportowym w północnym Śródmieściu.

## Przebieg
Ulica zaczyna się na rondzie im. Herlinga Grudzińskiego, gdzie krzyżuje się z ulicami: Ignacego Paderewskiego, Czarnowską, 1 Maja i Stefana Okrzei. Później krzyżuje się m.in. z ulicami Warszawską oraz Bodzentyńską i Starodomaszowską. Kończy się na skrzyżowaniu z ulicami: Sandomierską i Źródłową oraz aleją Solidarności.

## Historia
Aleja IX Wieków Kielc jest stosunkowo młodą ulicą – wybudowana została na przełomie lat 60. i 70. XX wieku. Nazwę nadano w związku z obchodami 900-lecia Kielc, mimo iż nie ma potwierdzenia czy na rok 1970 lub 1971 przypadała ta rocznica. Ulica ta stanowiła fragment drogi państwowej 126 (przemianowanej w 1986 na DK74) do momentu wybudowania ul. Łódzkiej pod koniec lat 90. XX wieku. Po zdegradowaniu pełniła przez kilkanaście lat rolę drogi wojewódzkiej nr 762 do momentu połączenia ul. Zagnańskiej z przedłużeniem ul. Żelaznej (ul. Gosiewskiego) w 2013 roku. Od tego momentu ulica ma status drogi powiatowej.
W miejscu obecnej południowej nitki alei, na zachód od ulicy Warszawskiej, znajdowała się ulica Starowarszawskie Przedmieście. Nazwa ulicy pochodziła od obszaru, na którym się znajdowała – już za bramami miejskimi utworzyło się tam przedmieście, zwane warszawskim. Była to ulica nieregularna, z zabudową niską. Przetrwała ona do końca lat 60. XX wieku, kiedy to zburzono okoliczne budynki i wybudowano aleję IX Wieków Kielc.

### Aleja IX Wieków Kielc i okolice a kieleccy Żydzi
W 1909 roku otworzono przy ulicy Nowowarszawskiej (obecnej Warszawskiej) synagogę, która obecnie znajduje się między jezdniami alei IX Wieków Kielc. W trakcie II wojny światowej została ona zniszczona w środku przez okupantów. Po wojnie budynek został dostosowany na potrzeby Wojewódzkiego Archiwum Państwowego oraz odnowiony na styl socrealizmu. Obecnie obiekt ten nie pełni już funkcji archiwum, a w 1987 został wpisany na rejestr zabytków, a po przejęciu w 2024 budynku przez miasto planowana jest jego modernizacja.
W trakcie wojny (a więc jeszcze przed wybudowaniem Alei), zachodni fragment alei IX Wieków Kielc znajdował się na terenie kieleckiego getta. W trakcie wojny zamordowanych miało zostać ponad 1,2 tys. Żydów, a kolejne 20 tys. wywiezionych. W okolicy alei IX Wieków Kielc znajduje się wiele pomników poświęconych narodowi żydowskiemu, m.in. ten znajdujący się na zachód od dawnej synagogi, na którym znajduje się napis:
"Pamięci 27 000 Żydów
z kieleckiego getta zamordowanych przez Niemców w latach 1939-1944
w Kielcach oraz Treblince i innych obozach zagłady
Społeczeństwo Kielc"
Niedaleko alei IX Wieków Kielc znajduje się ulica Planty, gdzie w 1946 roku doszło do tzw. pogromu kieleckiego, w wyniku którego śmierć poniosło 37 Żydów.

## Ważniejsze obiekty przy alei IX Wieków Kielc
- Świętokrzyski Urząd Wojewódzki i Urząd Marszałkowski[10][11]
- dawna synagoga, w której przez pewien czas mieściło się Wojewódzkie Archiwum Państwowe
- budynek Collegium Medicum UJK[12]
- Kościół św. Wojciecha

## Przebudowy alei IX Wieków Kielc
W 2010 roku wyremontowano aleję IX Wieków Kielc między rondem Gustawa Herlinga-Grudzińskiego a ulicą Warszawską. Prace miały znaczne opóźnienie, co spotkało się z negatywnymi ocenami mieszkańców miasta.
W nocy z 18 na 19 sierpnia 2023 roku rozpoczął się planowany remont odcinka pomiędzy ulicami Warszawską i Bodzentyńską, w czym mają pomóc pozyskane środki niezbędne do inwestycji pochodzące z "Programu Inwestycji Strategicznych Polski Ład". 16 września została oddana do użytku południowa jezdnia, natomiast 30 października jezdnia północna. Późniejsze prace dotyczyły jedynie chodników i ścieżki rowerowej.
14 lipca 2023 roku rozpoczęto budowę parku pomiędzy jezdniami al. IX Wieków Kielc na odcinku od skrzyżowania z ulicami Nowy Świat i Mojżesza Pelca do dawnej synagogi. Inwestycja ta jest realizowana w ramach zielonej rewitalizacji kieleckiego śródmieścia, jednak budowa tego parku wywołała sporo kontrowersji związanych z jej lokalizacją.

## Komunikacja miejska
Aleja IX Wieków Kielc jest jedną z najlepiej skomunikowanych arterii w Kielcach. Na alei znajduje się 6 przystanków, które obsługiwane są przez 21 linii (0W, 10, 11, 13, 14, 21, 24, 25, 26, 35, 36, 38, 41, 43, 46, 47, 53, 102, F, N1, N2).